# Ширяев, Олег Викторович
Оле́г Ви́кторович Ширя́ев (укр. Олег Вікторович Ширяєв, позывной — Сирко; 28 сентября 1986, Мисцево) — украинский военнослужащий, майор, участник российско-украинской войны. Герой Украины (2024).

## Биография
Родился 28 сентября 1986 года в посёлке Мисцево Орехово-Зуевского района Московской области. Вскоре после его рождения семья переехала в Украину. В 2003 году окончил Люботинскую общеобразовательную школу № 4 и переехал в Харьков, где поступил в Харьковский национальный экономический университет имени Семёна Кузнеца (факультет «Учет и аудит»).
С сентября 2008 по июнь 2009 годов по собственному желанию проходил срочную военную службу в Воздушных силах ВСУ, где занимал должность командира отделения.
С 2014 по 2015 год служил в составе роты «Восточный корпус», участвовал в боях за Широкино. 
С августа 2020 по июль 2021 года был куратором общественного движения «Патриоты – за жизнь» пророссийской партии «ОПЗЖ», которое возглавлял Илья Кива.
С марта 2022 года добровольцем присоединился к территориальной обороне Украины от полномасштабного российского вторжения. Прошёл путь от простого стрелка до командира 225-го отдельного штурмового батальона ВСУ.
В феврале 2023 года стал командиром 225-го батальона 127-й отдельной бригады территориальной обороны, который вскоре был преобразован в 225-й отдельный штурмовой батальон. Под его командованием подразделение участвовало в боях за Бахмут, Авдеевку, Часов Яр и в Курской области.
В 2024 году окончил Национальную академию Национальной гвардии Украины, получив диплом магистра и квалификацию «Офицер оперативного уровня».

## Награды
- Звание «Герой Украины» с удостоением ордена «Золотая Звезда» (30 сентября 2024) — за личное мужество и героизм, проявленные в защите государственного суверенитета и территориальной целостности Украины, верность военной присяге[1].
- Орден Богдана Хмельницкого II степени (7 мая 2025) — за личное мужество и высокий профессионализм, проявленные в защите государственного суверенитета и территориальной целостности Украины, верность военной присяге[2].

Орден Богдана Хмельницкого III степени (24 июня 2023) — за личное мужество и высокий профессионализм, проявленные в защите государственного суверенитета и территориальной целостности Украины, верность военной присяге.
Медаль «За военную службу Украине» (10 октября 2015) — за личное мужество и отвагу, проявленные в защите государственных интересов, укрепление обороноспособности и безопасности Украины.
- Орден «За мужество» III степени (24 мая 2022) — за личное мужество и самоотверженные действия, проявленные в защите государственного суверенитета и территориальной целостности Украины, верность военной присяге[3].